# Ikuan Tao
Cette page contient des caractères spéciaux ou non latins. S’ils s’affichent mal (▯, ?, etc.), consultez la page d’aide Unicode.
 (juin 2008).
Si vous disposez d'ouvrages ou d'articles de référence ou si vous connaissez des sites web de qualité traitant du thème abordé ici, merci de compléter l'article en donnant les références utiles à sa vérifiabilité et en les liant à la section « Notes et références ».

Symbole du principe et de la divinité suprême

Le I-kuan Tao, ou Yiguandao (chinois traditionnel : 一貫道 ; « Voie de l'Unité foncière »), aussi parfois appelé Tiandao (天道 ; « Voie du Ciel »), est un mouvement religieux chinois qui entend révéler la vérité spirituelle commune aux « Cinq enseignements » : le taoïsme, le bouddhisme, le confucianisme, le christianisme et l'islam. Son nom provient d'une phrase de Confucius : 吾道一以貫之, laquelle signifie approximativement : « Un seul principe traverse tout ». Il a commencé à se développer à la fin du XIXe siècle, alors qu'il n'était qu'une branche d'un groupe taoïste syncrétiste et millénariste appelé « Voie du Ciel originel » (先天道 - Xiantiandao). Cette école a considérablement renforcé la composante confucéenne de sa doctrine vers la fin du XIXe siècle. Elle a également ajouté la référence au christianisme et à l’islam dans le désir d’affirmer son universalité. La pensée du I-Kuan Tao contient en effet des éléments tirés des trois grandes écoles de pensée chinoises, mais elle n’emprunte réellement rien à la théologie des religions abrahamiques. À Taïwan, le mouvement est néanmoins surveillé par des missionnaires protestants évangéliques qui chassent sur le même terrain que lui, et qui craignent que leurs convertis potentiels ne soient convaincus par ses prétentions. La forte composante ésotérique que le I-Kuan Tao possédait en tant qu’école taoïste s’est beaucoup atténuée à la suite de la confucianisation de sa pensée.

## Implantation et statut
Présent avant 1949 dans le Nord de la Chine (Hebei et Shandong), une grande partie de ses adeptes se trouvent de nos jours à Hong Kong, à Taïwan ou à l'étranger. Selon Evelyne Micollier du Centre d'Études Français sur la Chine contemporaine, le I-Kuan Tao compterait à Taïwan, où il est le mieux implanté, environ 500 000 adeptes et un million de sympathisants. Près de 20 % de la population de l'île aurait à un moment ou à un autre fait partie d'une de ses 70 branches, d'ailleurs relativement indépendantes les unes des autres malgré la volonté de centralisation. Le nombre d’adeptes à l’étranger est estimé à plusieurs millions.
I-Kuan Tao fut déclaré illégal par la République populaire de Chine et la République de Chine (cette disposition fut abrogée à Taïwan en 1987), officiellement à cause de l'accord obtenu des autorités  japonaises pour se développer dans les territoires occupés, considéré comme crime de collaboration. Le maintien de son interdiction en Chine populaire tient surtout à la méfiance des autorités politiques pour les structures de solidarité parallèles que constituent les sectes. À Taïwan, c'est l'ascension politique des Chinois implantés dans l'île depuis la dynastie Qing qui a forcé le Kuomintang à légaliser le mouvement.

## Origine et évolution

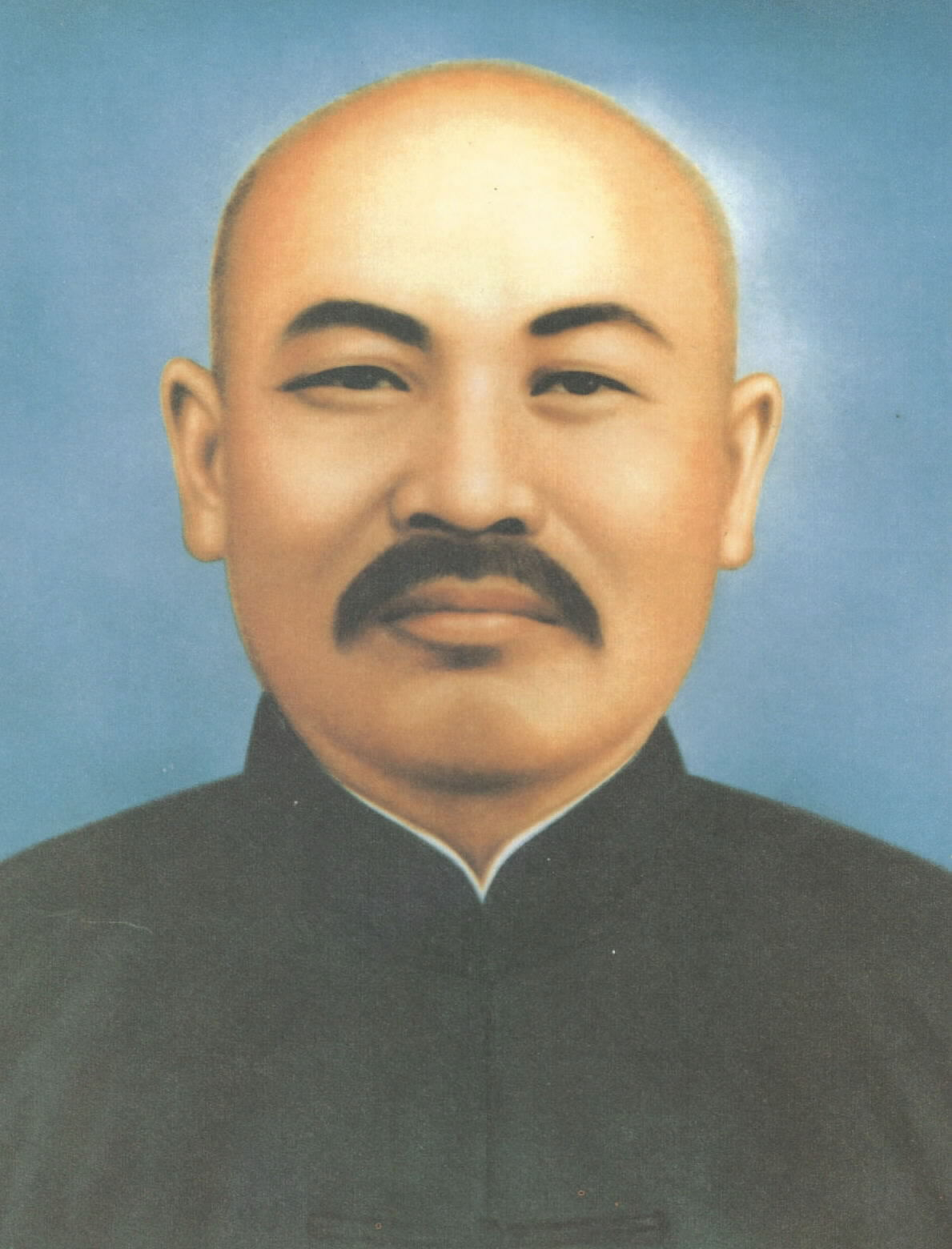
Zhang Tianran (1889-1947), qui donna au mouvement son essor

La personnalité du chef du moment a une grande influence sur l'orientation d'une secte  de petite envergure comme celle dont le I-Kuan Tao est l'héritier. Des années 1930 à la fin des années 1960, le mouvement porta l'empreinte de celui qui en avait pris la direction, Zhang Tianran (張天然)(1889-1947), originaire du Shandong. Depuis les années 1970, les Taïwanais Han d'immigration ancienne qui constituent la majorité de ses adeptes lui ont inculqué de nouveaux traits.
Le I-Kuan Tao revendique, à travers plusieurs groupes de patriarches, une généalogie qui intègre les plus grands noms de la civilisation chinoise (Fuxi, Lao-Tseu, Confucius, Mencius). Il présente d'ailleurs les six premiers patriarches du Zen (incluant Bodhidharma et Huineng) comme les premiers maîtres de son histoire.
Nombre d'adeptes font remonter les origines du groupe à Huang Dehui (黃德輝), le neuvième patriarche d’une école taoïste dans la mouvance de Quanzhen Dao, actif au XVIIe siècle sur le mont Lu, dans la province du Jiangxi. Comme le fondateur de Quanzhen, il croyait en l'existence d’une vérité unique commune au Taoïsme, au Bouddhisme et au Confucianisme, et donna à son école le nom de Xiantiandao, centrant son enseignement sur le culte de Wusheng Laomu (無生老母 ; la « Vénérable Mère non-née »), identifié par son mouvement à l'Absolu, au Tao, au Principe ultime.
Xiantiandao accoucha de nombreuses branches qui connurent les vicissitudes habituelles aux petites sectes populaires : maîtres suspects envoyés de force à l’armée, divisions en branches rivales. Il n’était pas rare que les filles ou femmes du maître prennent sa succession. Sous les Mandchous, Xiantiandao eut des contacts avec des mouvements associés au Lotus blanc.
À la fin du XIXe siècle, le quinzième patriarche de la branche qui allait aboutir au I-Kuan Tao décida de renforcer l’élément confucéen de la doctrine du groupe. Il supprima donc les vœux monastiques et les pratiques d'ascèse typiquement taoïstes. Sous sa houlette, les fidèles adopteront pour les cérémonies une tenue de ville, à l’origine une robe longue fendue (qipao pour les femmes, mapao pour les hommes) au lieu de robes monastiques. De nos jours, il s’agit de vêtements à l’occidentale, d'une sorte d'uniforme pour les adeptes les plus engagés. Le mouvement insiste sur la totale compatibilité de la pratique avec une vie familiale et professionnelle normale et met l’emphase sur la piété filiale et l’harmonie sociale. Sa doctrine porte nettement l'empreinte du Néo-confucianisme des périodes Song et Ming.
Au début du XXe siècle, Zhang Tianran, personnage obscur originaire du Shandong intégra la secte qu'il dirigea en tant que dix-huitième patriarche de 1930 à 1947. Il était auparavant disciple d'un propagandiste confucéen qu'il suivit jusqu'à sa mort. Son entrée dans le groupe marqua le début de l'expansion importante du mouvement en Chine continentale. Il avait épousé en secondes noces Sun Huiming (孫惠明 - 1895-1975), disciple et secrétaire du patriarche précédent, qui prit officiellement sa succession, bien qu'en réalité de nombreuses branches aient pris leur indépendance. Réfugiée à Taïwan en 1954, elle y mourut en 1975.
Les fondateurs des premières branches taïwanaises étaient des envoyés de Zhang Tianran venus du continent en 1947, mais le mouvement s'est développé dans l'île essentiellement en recrutant des chinois locaux. Le I-Kuan Tao a bénéficié de leur ascension économique et politique. Zhang Rongfa (張榮發), fondateur de la société de transports maritimes Evergreen lié à EVA Air en serait membre. Le mouvement est aussi implanté chez les Chinois d'outre-mer au Japon, en Corée et aux États-Unis.

## Idéologie et pratiques

### Millénarisme et évolution cyclique
Basé sur une vision cyclique de l'évolution de l'Univers, le millénarisme est partagé par toutes les sectes dérivant du mouvement Xiantiandao, les détails pouvant varier de secte à secte et même de branche à branche, particulièrement en ce qui concerne la durée des cycles cosmiques et leur nombre.
Selon la vision majoritaire au sein du I-Kuan Tao, l'Univers a achevé deux cycles de 12 stades de 10 800 ans chacun, et vient d'entrer dans le troisième qui sera celui du Salut final. À chaque cycle correspond une divinité : Fuxi, inventeur de l'hexagramme du Livre des Mutations pour le premier, le Bouddha Shakyamuni pour le deuxième, Maîtreya, Bouddha du futur pour le troisième. Contrairement à la position traditionnelle qui veut que les temps ne soient pas encore venus mais à venir, ce qui du même coup explique les difficultés rencontrées dans la propagation de la doctrine dans un monde qui n'est pas encore prêt à la recevoir, le I-Kuan Tao soutient que nous sommes déjà dans l'ère de Maîtreya, peut-être une façon pour le mouvement de proclamer son succès et d'encourager les conversions. Il est vrai que le fort développement à partir des années 1920 et l'expansion taïwanaise ont pu apparaître comme un signe miraculeux pour une secte de taille médiocre qui végétait encore au début du XXe siècle.
De manière générale, la notion de cycle est omniprésente : Le principe qui régit l’univers est le Li ( 理 ) ; il engendre le Qi ( 氣 ), "mouvement", et tous deux engendrent le Xiang ( 象 ) "apparences" ; puis le mouvement s'inverse entrainant la disparition du xiang et du qi ; un nouveau cycle commence alors. Certains membres croient également en l'existence de micro-cycles de trois ans apportant régulièrement des calamités.

### Divinités
Le panthéon est très éclectique : 

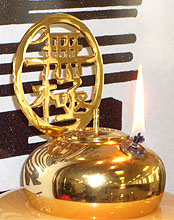
Lampe rituelle portant l'expression wuji, « sans limite »

- Wusheng laomu (Vénérable mère non née) est le principe suprême transcendant
- Mingming Shangdi ( 明明上帝 ) le "Dieu lumineux" est une autre divinité suprême, régent de l'univers ; pour marquer l’universalité de ikuan tao, il subsume les déités suprêmes de différentes religions :
  - diverses divinités taoïstes masculines ou féminines : l’"Ancien sans limite", la "Précieuse mère de la vasque de jaspe" etc.
  - Weihuang Shangdi, dieu obscur cité comme souverain suprême dans un ouvrage groupé avec les classiques confucéens
  - le bouddha primordial Rulaifo
  - le dieu des chrétiens et celui des musulmans.

- Divinités populaires, taoïstes ou bouddhistes:
  - Maîtreya
  - Guanyin et parfois Mazu
  - L’immortel taoïste Lü Dongbin, Guandi
  - le Dieu du fourneau
  - l'"Immortel du faite austral"
  - Jigong, moine légendaire chan dont la conduite scandaleuse est considérée par les taoïstes comme un moyen d’éveiller le monde
  - Le bodhisattva Yuehui assimilé à la veuve de Zhang Tianran
- De manière générale, tous les bouddhas, bodhisattvas, immortels et modèles de vertu confucéens.
- Les fondateurs des "5 écoles" : Laozi, Confucius, Shakyamuni, Jésus, Mahomet.
- Les récents chefs du mouvement et des membres de leur famille : Zhang Tianran, sa femme Sun Huiming, le 17e patriarche Lu Zhongyi qui fit entrer Zhang Tianran dans la secte ; deux fils de Zhang morts prématurément.
- Chacun peut révérer ses ancêtres comme des dieux.
- Huang Dehui, fondateur de Xiantiandao, est considéré comme l'incarnation de Fuxi.

Comme beaucoup de lieux de culte dans le monde chinois, les temples attirent toutes sortes de personnes qui ne sont pas forcément des membres du mouvement, mais viennent simplement prier l'une des divinités exposées : Maîtreya, Jigong, Guanyin ou Mazu. Les temples du I-Kuan Tao renferment en général un espace non directement accessible réservé aux seuls membres, où sont exposées les effigies d'autres dieux  moins populaires, plus spécifiques au mouvement.

### Canon
Selon la doctrine de l'école il existe deux sortes de canon : oral (l'enseignement des maîtres) et écrit. Ce dernier est composé de nombreux textes propres au mouvement, dont les principaux sont attribués au fondateur de Xiantiandao et à Zhang Tianran. Certains proviendraient de révélations médiumiques. Des documents en anglais sont maintenant proposés pour tenter de propager la doctrine à l'extérieur du monde chinois.

### Pratiques
Elles consistent essentiellement en récitations de textes religieux, invocations, méditation, pratiques physiques de type "Kungfu". Ikuan tao a abandonné le neigong (exercices physiques visant l'amélioration corporelle et spirituelle) taoïste, mais a adopté une forme d'art martial créée par les moines de Shaolin, plus prestigieuse (yizhichan 一指禪 ). Certaines formes de médiumismes ont été conservées, dont l'écriture automatique.
En réaction à des accusations portées autrefois sur des membres pour harcèlement sexuel, les adeptes des deux sexes sont séparés pour certaines activités,
La consommation d'alcool et de viande est interdite. Ikuan tao prétend que plus de 80 % des restaurants végétariens de Taïwan sont tenus par des membres du mouvement.
Les fidèles sont classés selon leur degré d'implication et de progrès spirituel : postulants (qiudao), catégorie comprenant également ceux qui ont participé à un rite d'entrée mais n'iront pas plus loin ; pratiquants (xiudao), l'immense majorité des adeptes engagés ; les deux derniers niveaux comprennent théoriquement ceux qui ont "réalisé la voie" (chengdao) et l'ont "obtenue" (dedao).

## Ikuan tao est-il une secte?
Afin de se faire connaître et d’asseoir son image de membre respectable de la société, ikuan tao, tout comme les autres organisations religieuses, organise et participe à des activités charitables, culturelles ou d’intérêt public, ou donne des cours de méditation ou d'arts martiaux dans ses locaux. On retrouve dans ses lieux de culte des divinités familières. Dans le monde chinois où le syncrétisme religieux est habituel, il n'est pas étonnant que nombreux soient ceux qui ont à un moment ou à un autre fréquenté le mouvement. Le réseau d'entraide sociale que constitue ikuan tao est également un facteur d'adhésion et un argument – officieux - de propagande. Pour une partie des membres du mouvement, le degré d'implication idéologique peut donc rester faible. Néanmoins, l'école repose sur un noyau d'adeptes qui adhèrent sérieusement à l’idéal de la "voie unique" et font parfois montre d'un sectarisme étranger aux croyants des religions traditionnelles du monde chinois : refus des mariages mixtes, exigence alimentaires (végétarisme) s'étendant à l'ensemble de leur famille, même aux membres non-convertis. Ces restrictions ne sont pas imposées par la doctrine de l'école, mais témoignent du profil psychologique du croyant engagé. Le recrutement de nouveaux adeptes se faisant souvent par le biais de relations interpersonnelles, d'anciens membres dénoncent les pressions psychologiques qui les ont poussés à adhérer ou à rester. Ikuan tao n'est donc pas seulement une religion aux prétentions syncrétistes, mais un mouvement à la personnalité multiple.[réf. nécessaire]